# Nemesis (album)
Nemesis – pierwsza część kompilacji raperów z wytwórni Ersguterjunge. Na albumie można usłyszeć Bushido, Eko Fresh, Saad, Chakuza, D-Bo, Nyze. Album promował utwór "Nemesis".
| Lp. | Tytuł utworu                        | Wykonawca                                   | Długość |
| --- | ----------------------------------- | ------------------------------------------- | ------- |
| 1.  | "Intro"                             | Bushido, Saad                               | 1:45    |
| 2.  | "Nemesis"                           | Bushido, Eko Fresh, Saad, Chakuza           | 4:20    |
| 3.  | "Boom"                              | Chakuza, Bizzy Montana                      | 3:59    |
| 4.  | "S.A.A.D."                          | Saad                                        | 3:55    |
| 5.  | "Bruderliebe"                       | D-Bo & Nyze, Bushido                        | 3:43    |
| 6.  | "Der Koenig Persoenlich"            | Eko Fresh, Saad                             | 3:54    |
| 7.  | "Ihr Koennt"                        | Bushido, Bizzy Montana, Midy Kosov, Chakuza | 3:46    |
| 8.  | "Augen Auf"                         | Saad, Chakuza                               | 3:33    |
| 9.  | "Du Bist Out"                       | D-Bo                                        | 3:04    |
| 10. | "Bada Boom Bada Bang"               | Bushido, Eko Fresh, Saad                    | 4:01    |
| 11. | "Montana"                           | Bizzy Montana                               | 2:57    |
| 12. | "No Homo"                           | Chakuza, Nyze                               | 2:58    |
| 13. | "Einzelkampf"                       | Bushido, Chakuza, D-Bo                      | 3:16    |
| 14. | "So Viele Nummern"                  | Eko Fresh, Bushido                          | 3:12    |
| 15. | "Welt in Flammen"                   | Chakuza, Billy                              | 3:16    |
| 16. | "Auf Der Suche"                     | Bushido, Saad                               | 3:52    |
| 17. | "Weil Ich Auf Dich Scheiss"         | Billy, Eko Fresh                            | 4:26    |
| 18. | "Gute Jungs"                        | Chakuza, D-Bo                               | 3:20    |
| 19. | "Guck Dich Um"                      | Bushido, Chakuza                            | 3:31    |
| 20. | "Denn Sie Wissen Nicht Was Sie Tun" | Eko Fresh, Chakuza                          | 4:07    |
| 21. | "Lichterkette"                      | Bushido                                     | 3:25    |
| 22. | "Outro"                             | Ersguterjunge                               | 1:16    |